# Heinz Zander
Heinz Joseph Peter Zander (Berlino, 23 aprile 1923 – ...) è stato un pallanuotista tedesco.
Ha fatto parte della Germania Ovest che ha disputato il torneo di pallanuoto ai Giochi di Helsinki 1952.